# Cupania polyodonta
Cupania polyodonta är en kinesträdsväxtart som beskrevs av Ludwig Radlkofer. Cupania polyodonta ingår i släktet Cupania och familjen kinesträdsväxter. Inga underarter finns listade i Catalogue of Life.